# 石井輝男
石井 輝男（いしい てるお、1924年〈大正13年〉1月1日 - 2005年〈平成17年〉8月12日）は、日本の映画の監督、脚本家である。本名：北川 輝男（きたがわ てるお）。
東宝に撮影助手として入社。新東宝で『女体桟橋』などの佳作を発表した後東映に移り、高倉健主演の『網走番外地シリーズ』が連続でヒット作となった。東映のヒットメーカーの一人であり、1968年（昭和43年）より東映ポルノと呼ばれる一連の作品を発表した。また、松竹や日活でも作品を発表している。1970年代までにポルノとアクション映画を量産した。ただ石井輝男はエロスだけの監督ではなく、前衛舞踏の土方巽を登場させるなど、表現規制を打ち破ること、芸術志向と娯楽作品が同居した監督だった。1990年代はつげ義春・江戸川乱歩の世界へ傾倒した。

## 人物

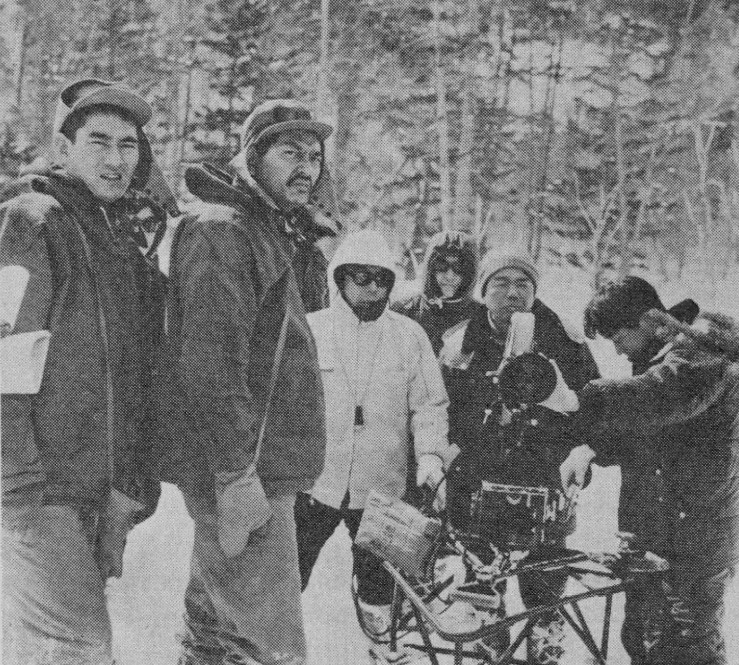
『網走番外地』の撮影現場。1965年2月から3月にかけて北海道でロケを行った。

- 東映プロデューサーの天尾完次は「石井は同じ東宝出身の黒澤明の対極に位置する」と評している。
- 藤木TDCは「映画破壊と伝統凌辱をくり返す"裏日本映画"の天皇」と評している[4]。
- 東宝時代は撮影助手に従事していたが、東宝争議にともなう新東宝への移籍と同時に助監督になった。
- 渡辺邦男、成瀬巳喜男、清水宏などの助監督に付く。また、田中絹代監督作品の助監督もした。娯楽映画を量産していた渡辺からは早撮りを習い、清水からは脚本を学んだものの、助監督時代は成瀬に大きな影響を受けており、成瀬調の作品の企画を会社に出していたが全て却下されたという。
- 成瀬の助監督時代に、成瀬作品の産みの親である脚本家の水木洋子の作品の仕事を渇望していたが、実現しなかった。
- 監督昇進後も高い技術、モダニズムを評価されヒットに恵まれながらも、完成度の高い映画作家とは逆の方向へ走り続け、映画賞などとはまったく無縁のアンチ巨匠として孤高の地位を築き上げた。インタビューでも「タッチの統一とか整合性は嫌い」と語っており、破綻なくウェルメイドに仕上げる技術は十分に持ち合わせながらも、あえて作品をアナーキーな映画にせずにいられない性格を吐露している。
- 2005年8月12日午前9時43分、肺がんのため都内の病院で死去。81歳没。
- 2006年（平成18年）8月5日、網走市内の潮見墓園に墓碑が建てられ、遺骨が納められた。「安らかに　石井輝男」と記された墓碑の碑文は、高倉健によるものである[5]。また、石井の功績を讃え、博物館網走監獄の正門前に石碑“映画『網走番外地』撮影地の碑”が建てられ、同年8月6日に除幕式が行われた。
- 2006年8月12日、矢口将樹監督によるドキュメンタリー『石井輝男 FAN CLUB』が公開された。
- 2010年、ダーティ工藤監督によるドキュメンタリー『石井輝男映画魂』が公開された。

- 2019年11月24日から2020年1月25日、『ラピュタ阿佐ヶ谷』にて数多くの傑作娯楽映画やカルト的名作をのこした鬼才・石井輝男監督を大フィーチャーし、38作品の上映が開催された[6]。

## 来歴
- 東京都千代田区麹町生まれ。生家は浅草の綿問屋。
- 1939年（昭和14年）、早稲田実業を中退。
- 中退後、遠戚の紹介で大阪にあった記録映画のプロダクションに入る。
同プロダクションに出入りしていた人から、東宝への入社を薦められる事となる。

### 東宝時代
- 1942年（昭和17年）、東宝へ撮影助手として入社。
- 1945年（昭和20年）、召集、陸軍浜松航空隊の写真班員として中国大陸へ配属。復員後、東宝に戻る。

### 新東宝時代
- 1946年（昭和21年）、新東宝に参加。撮影部より演出部に移る。
- 1947年（昭和22年）3月、渡辺邦男監督の助監督につき演出の仕事を始める。この後、清水宏、成瀬巳喜男の助監督にもつく。
- 1957年（昭和32年）、『リングの王者 栄光の世界』で監督デビュー。57年から60年にかけて『肉体女優殺し』『女体桟橋』『女体渦巻島』などの傑作を発表。初期から表現規制に抵抗する作風が見られた。『鋼鉄の巨人（スーパージャイアンツ）』シリーズも監督、1作目から6作目までを担当。
- 1960年（昭和35年）1月13日、『黒線地帯』公開。
- 1960年（昭和35年）4月29日、『黄線地帯』公開。

### 東映時代
- 1961年（昭和36年）、東映と専属契約を結ぶ。6月23日公開の『花と嵐とギャング』が東映（ニュー東映）での第1作。
- 1965年（昭和40年）4月18日、『網走番外地』（高倉健主演）公開。連続してNo.1ヒットし、高倉とのコンビでシリーズ10作を世に送り出す。

### フリー
- 1966年（昭和41年）1月[7]、東映からの強い慰留に応じず東映を退社、フリーとなる[7][8][9][10]。フリー第一作は松竹『日本ゼロ地帯 夜を狙え』だが[7]、岡田茂東映プロデューサーからの信頼が厚く[8][11][12][13][14][15][16][17][18][19][20][21][22]、以降も東映を拠点に映画製作を続ける[11][12][21][22][23][24][25]。

- 1968年（昭和43年）5月1日、『徳川女系図』公開。9月28日公開の『徳川女刑罰史』は低予算で同年邦画配収の9位。
- 1969年（昭和44年）10月31日、『江戸川乱歩全集 恐怖奇形人間』公開。
- 1974年（昭和49年）8月10日、『直撃! 地獄拳』（千葉真一主演）公開。1974年度に4億1700万円を興行収入を上げ、同年度の日本映画興行収入ランキング第5位。
- 1975年（昭和50年）4月5日、『大脱獄』公開。高倉健との最後のコンビ作となった。
- 1977年（昭和52年）7月17日、『惑星ロボ ダンガードA対昆虫ロボット軍団』（明比正行と共同演出）公開。
- 1979年（昭和54年）10月6日、『暴力戦士』公開。この後、劇映画は休養に入る。

### 復活
- 1991年（平成3年）6月14日、『ザ・ヒットマン 血はバラの匂い』（東映Vシネマ）リリース。
- 1993年（平成5年）7月24日、『ゲンセンカン主人』公開。
- 1995年（平成7年）5月29日、『無頼平野』公開。これ以降、自ら立ち上げたプロダクションで16ミリによる『ねじ式』『地獄』を撮る。
- 2001年（平成13年）、デジタルビデオによる『盲獣vs一寸法師』を完成させ、6月24日「第23回ぴあフィルムフェスティバル」で上映。本作が最後の監督作品となった。
- 2004年（平成16年）3月13日、上映方式の問題などで難航していた『盲獣vs一寸法師』一般公開が実現。
- 2005年（平成17年）8月12日午前9時43分、肺癌により没す。81歳没。

## 作品

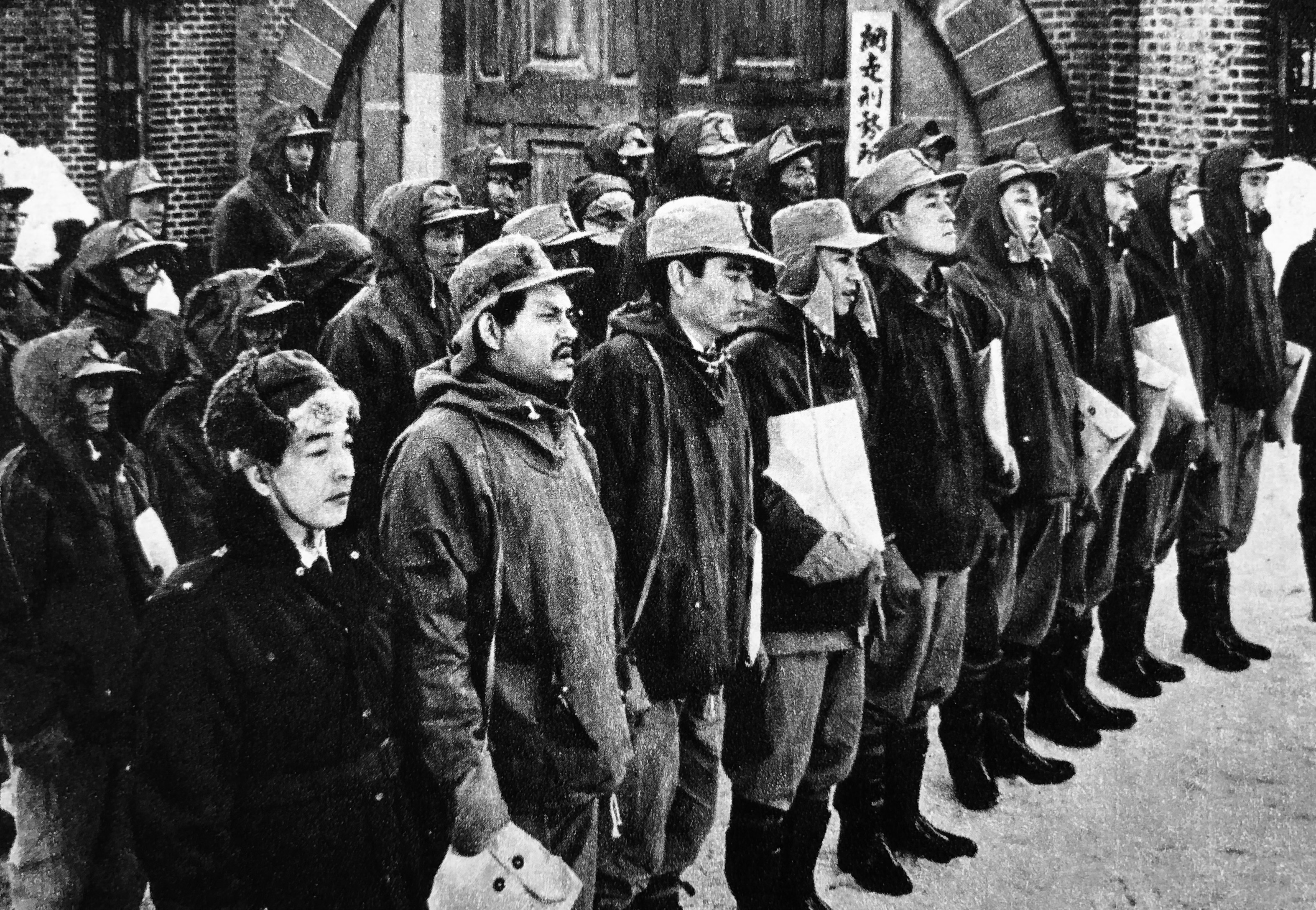
『網走番外地』（1965年）

### 映画

#### 監督
※太字は脚本も兼務
- リングの王者 栄光の世界（1957年4月10日）
- 鋼鉄の巨人（1957年7月30日、新東宝）
- 続鋼鉄の巨人（1957年8月13日、新東宝）
- 鋼鉄の巨人 怪星人の魔城（1957年10月1日、新東宝）
- 鋼鉄の巨人 地球滅亡寸前（1957年10月8日、新東宝）
- 肉体女優殺し　五人の犯罪者（1957年11月10日、新東宝）
- スーパージャイアンツ 人工衛星と人類の破滅（1957年12月28日、新東宝）
- 続スーパージャイアンツ 宇宙艇と人工衛星の激突（1958年1月3日、新東宝）
- 天城心中 天国に結ぶ恋（1958年1月26日、富士映画）
- 女体棧橋（1958年4月12日、新東宝）
- 白線秘密地帯（1958年9月21日、新東宝）
- 女王蜂の怒り（1958年12月28日、新東宝）
- 戦場のなでしこ（1959年2月25日、新東宝）
- 猛吹雪の死闘（1959年4月29日、新東宝）
- 日本ロマンス旅行（1959年6月19日、新東宝）
- 黒線地帯（1960年1月13日、新東宝）
- 女体渦巻島（1960年2月27日、新東宝）
- 黄線地帯（1960年4月29日、新東宝)
- 女王蜂と大学の竜（1960年9月1日、新東宝）
- セクシー地帯（1961年1月9日、新東宝）
- 恋愛ズバリ講座 第三話（1961年1月21日、新東宝）
- 花と嵐とギャング（1961年6月23日、ニュー東映東京）
- 霧と影（1961年8月26日、ニュー東映東京）
- 黄色い風土（1961年9月23日、ニュー東映東京）
- 恋と太陽とギャング（1962年3月21日、東映東京）
- 太平洋のGメン（1962年4月22日、東映東京）
- ギャング対ギャング（1962年7月13日、東映東京）
- 暗黒街の顔役 十一人のギャング（1963年1月15日、東映東京）
- ギャング対Gメン 集団金庫破り（1963年2月23日、東映東京）
- 親分を倒せ（1963年6月22日、東映東京）
- 昭和侠客伝（1963年10月5日、東映東京）
- 東京ギャング対香港ギャング（1964年1月1日、東映東京）
- ならず者（1964年4月5日、東映東京）
- 御金蔵破り（1964年8月13日、東映京都）
- いれずみ突撃隊（1964年10月21日、東映東京）
- 顔役（1965年1月3日、東映東京）
- 網走番外地（1965年4月18日、東映東京）
- 続 網走番外地（1965年7月10日、東映東京）
- 網走番外地 望郷篇（1965年10月31日、東映東京）
- 網走番外地 北海篇（1965年12月31日、東映東京）
- 日本ゼロ地帯 夜を狙え（1966年3月5日、松竹大船）
- 網走番外地 荒野の対決（1966年4月23日、東映東京）
- 大悪党作戦（1966年7月9日、松竹大船）
- 網走番外地 南国の対決（1966年8月13日、東映東京）
- 神火101 殺しの用心棒（1966年12月23日、松竹大船）
- 網走番外地 大雪原の対決（1966年12月30日、東映東京）
- 網走番外地 決斗零下30度（1967年4月20日、東映東京）
- 決着（1967年5月20日、東映東京）
- 網走番外地 悪への挑戦（1967年8月12日、東映東京）
- 網走番外地 吹雪の斗争（1967年12月23日、東映東京）
- 続決着（1968年3月30日、東映東京）
- 徳川女系図（1968年5月1日、東映京都）
- 温泉あんま芸者（1968年6月28日、東映京都）
- 徳川女刑罰史（1968年9月28日、東映京都）
- 残酷・異常・虐待物語 元禄女系図（1969年1月9日、東映京都）
- 異常性愛記録 ハレンチ（1969年2月21日、東映京都）
- 昇り竜 鉄火肌（1969年3月29日、日活）
- 徳川いれずみ師 責め地獄（1969年5月2日、東映京都）
- やくざ刑罰史 私刑（リンチ）!（1969年6月27日、東映京都）
- 明治・大正・昭和 猟奇女犯罪史（1969年8月27日、東映京都）
- 江戸川乱歩全集 恐怖奇形人間（1969年10月31日、東映京都）
- 殺し屋人別帳（1970年1月31日、東映京都）
- 監獄人別帳（1970年4月10日、東映京都）
- 怪談昇り竜（1970年6月20日、日活）
- 緋ぢりめん博徒（1972年11月21日、東映京都）
- ポルノ時代劇 忘八武士道（1973年2月3日、東映京都）
- やさぐれ姐御伝 総括リンチ（1973年6月7日、東映京都）
- 現代任侠史（1973年10月27日、東映京都）
- 直撃! 地獄拳（1974年8月10日、東映東京）
- 直撃地獄拳 大逆転（1974年12月28日、東映東京）
- 大脱獄（1975年4月5日、東映東京）
- 爆発! 暴走族（1975年9月20日、東映東京）
- 実録三億円事件 時効成立（1975年11月22日、東映東京）
- 爆発! 暴走遊戯（1976年1月15日、東映東京）
- キンキンのルンペン大将（1976年4月24日、東映東京）
- 暴走の季節（1976年7月1日、東映東京）
- 惑星ロボ ダンガードA対昆虫ロボット軍団（1977年7月17日、東映動画） - 子供向けアニメ作品。共同演出。
- 暴力戦士（1979年10月6日、東映東京）
- ケンタウロスの伝説（1985年、劇映画） - 総監督
- ザ・ヒットマン 血はバラの匂い（1991年6月14日、東映ビデオ）
- ゲンセンカン主人（1993年7月24日、キノシタ映画）
- 無頼平野（1995年5月29日、ワイズ出版・M.M.I.）
- ねじ式（1998年7月18日、石井輝男プロダクション）
- 地獄（1999年11月20日、石井輝男プロダクション）
- 盲獣vs一寸法師（製作：2001年6月24日、公開：2004年3月13日、石井輝男プロダクション） -最後の作品

#### 脚本
- 思い出月夜（1956年6月21日、富士映画）
- 火線地帯（1961年5月24日、新東宝）
- 黒い画集 ある遭難（1961年6月17日、東宝）
- 海軍横須賀刑務所（1973年11月17日、東映）
- 従軍慰安婦（1974年7月17日、東映）

### 連続ドラマ
- めくらのお市（1971年4月12日 - 9月27日、ユニオン映画・NTV）
- 喪服の訪問者（1971年11月23日 - 12月28日、テレビ映画「火曜日の女シリーズ」全6回、国際放映・NTV）
- 子連れ狼（第一部、1973年4月1日 - 9月30日、ユニオン映画・NTV）
- 右門捕物帖 （1974年4月3日 、第1話、東映・NET）
- ザ★ゴリラ7（1975年4月4日 、第1話 、 9月26日、第25話、東映・NET）
- 必殺仕事人（1979年、第29話、松竹・ABC）
- 刑事物語'85（1985年4月14日 - 9月29日、ユニオン映画・NTV）

### 単発ドラマ
- 現行犯（1962年8月24日、テレビ映画『ミステリーベスト21』の1篇、東映・NET）
- 番町皿屋敷（1971年7月11日、テレビ映画『怪奇十三夜』の第2回、ユニオン映画・NTV）
- おんな怨霊舟（1971年8月8日、テレビ映画『怪奇十三夜』の第6回、ユニオン映画・NTV）
- 蝶たちは今…冥土からの手紙 死者からの電話（1979年7月14日、『土曜ワイド劇場』、テレビ朝日）
- 御金蔵破り（1981年6月12日、『時代劇スペシャル』、東映・フジテレビ） - 原作
- 汚名の女 二重殺人方程式（1981年8月29日、『土曜ワイド劇場』、テレビ朝日）
- 悪魔を見た家族 運命の糸にあやつられる妻（1981年9月19日、『土曜ワイド劇場』、テレビ朝日）
- わが子よ、眠れ!（1981年11月10日、『火曜サスペンス劇場』、NTV）
- 水の魔法陣 その日、ひとりの少女が病室から消えた（1982年9月7日、『火曜サスペンス劇場』、NTV）
- 夜に消えた妻 蒸発か誘拐か（1983年2月12日、『土曜ワイド劇場』、テレビ朝日）
- 愛しき妻よさらば（1983年4月19日、『火曜サスペンス劇場』、東通企画・NTV） - 脚本
- 目には目を（1983年11月29日、『火曜サスペンス劇場』、東通企画・NTV）
- 秘密の風景（1984年1月31日、『火曜サスペンス劇場』、俳優座映画放送・NTV）
- 大豪邸に残された嫁姑 銀座うしの時参り殺人 屋根の上を走るネグリジェ女（1984年2月18日、『土曜ワイド劇場』、東通企画・ABC）
- 電話魔 どこまでも追いかけてくるあの声・ママが殺される!（1984年5月8日、『火曜サスペンス劇場』、NTV）
- 死者からの手紙（1985年9月3日、『火曜サスペンス劇場』、NTV）
- 怖い贈り物（1986年7月14日、テレビ映画『現代怪奇サスペンス』シリーズ、関西テレビ）
- 蜘蛛（1986年8月11日、テレビ映画『現代怪奇サスペンス』シリーズ、関西テレビ）
- さよならをいわないで（1987年9月28日、テレビ映画『女優競演サスペンス』シリーズ、関西テレビ）
- 見えない絆（1988年8月12日、テレビ映画『男と女のミステリー』シリーズ、東通企画・フジテレビ） - 脚本

## 出演
- BSマンガ夜話『紅い花』（1997年5月28日 NHK BS2） - ゲスト出演。石井の撮った『ゲンセンカン主人』内の『紅い花』抜粋シーンも流れた。